# Idaea griveaudi
Idaea griveaudi är en fjärilsart som beskrevs av Claude Herbulot 1978. Idaea griveaudi ingår i släktet Idaea och familjen mätare. Inga underarter finns listade i Catalogue of Life.